# Dimension linéaire nominale
« Nombre préférentiel (mécanique) » redirige ici. Pour les autres significations, voir Nombre préférentiel.
En mécanique, les dimensions linéaires nominales (ou nombres préférentiels) désignent les dimensions d'une pièce : longueur, largeur, hauteur ou épaisseur, diamètre des perçages… Le terme « nominal » signifie que la dimension réelle peut être légèrement différente, en raison de la tolérance (dispersion admissible lors de la fabrication) ou du jeu (léger désaccord des dimensions entre deux pièces permettant de les faire coulisser, de les assembler).
Les dimensions linéaires nominales doivent être choisies avec soin. Dans l'absolu, elles peuvent être arbitraires, à condition d'être compatibles avec l'utilisation finale de la pièce.
Dans un but de normalisation, il faut choisir ces dimensions linéaires nominales parmi une série de valeurs.
Le but est de réduire le nombre de valeurs que peuvent prendre les dimensions d'un objet. Cela permet d'interchanger des pièces, facilite la communication entre les concepteurs et les fabricants (bureau d'études, bureau des méthodes, usinage) et donc de réduire les risques d'erreur et de réduire les coûts.

## Histoire
Les nombres normaux utilisés en France ont été proposés en 1870 par le colonel Charles Renard et sont connus sous les termes « séries de Renard » ou « séries Renard ». Son système a été adopté en 1952 comme norme internationale ISO 3. 

## Base
Les termes des séries de Renard sont élaborés à partir de la valeur des précisions prises en compte. Dans ce cadre il s'agit d'une suite dont chaque élément {\displaystyle U_{n+1}} est déterminé à partir de l'élément {\displaystyle U_{n}} de la manière suivante : 
La tolérance supérieure de {\displaystyle U_{n}} doit être égale à la tolérance inférieure de {\displaystyle U_{n+1}} ce qui d'un point de vue mathématique, pour une précision p donnée, peut s'écrire: {\displaystyle U_{n}\left(1+{\frac {p}{100}}\right)=U_{n+1}\left(1-{\frac {p}{100}}\right)}.
D’où la suite géométrique suivante: {\displaystyle U_{n+1}=U_{n}{\frac {1+p/100}{1-p/100}}}.
Cependant pour faciliter une récurrence par décade il est souhaitable que les termes de cette suite soient identiques pour chaque décade. Pour cela, on va déterminer le nombre de termes arrondis par excès qui, en fonction de la précision, devra contenir la série correspondante.
Si l'on désigne par E le nombre de termes dans une décade, s'agissant d'une suite géométrique de raisons {\displaystyle {\frac {1+p/100}{1-p/100}}} on a la relation suivante : {\displaystyle \left({\frac {1+p/100}{1-p/100}}\right)^{E}=10} d’où {\displaystyle E={\frac {\ln(10)}{\ln \left({\frac {1+p/100}{1-p/100}}\right)}}}
Exemple : pour une précision de {\displaystyle \pm 10\ \%}, on obtient {\displaystyle E=11{,}47} et l'on retiendra la valeur supérieure afin d'éviter des « trous » dans les valeurs soit {\displaystyle E=12}. On parle alors de la série E12 comportant 12 valeurs.
Pour rester dans le cadre d'une suite géométrique, cette dernière doit comporter N termes sur une décade. Il en résulte une raison égale à racine N ième de 10.
Pour reprendre l'exemple précédent la raison sera égale à racine 12e de 10 pour une série à 10 %.
Ce sont les termes de série géométrique :
- {\displaystyle {\sqrt[{5}]{10}}} = 1,58489319 soit 1,6 dans la série de base R5
- {\displaystyle {\sqrt[{10}]{10}}} = 1,25892541 soit 1,25 dans la série de base R10
- {\displaystyle {\sqrt[{20}]{10}}} = 1,12201845 soit 1,12 dans la série de base R20
- {\displaystyle {\sqrt[{40}]{10}}} = 1,05925373 soit 1,06 dans la série de base R40
- et parfois {\displaystyle {\sqrt[{80}]{10}}}

Les séries de nombres normaux R5, R10, R20 et R40 sont les séries de base.
Les séries de cotes normales Ra5, Ra10, Ra20 et Ra40 correspondent à des nombres normaux arrondis, à utiliser pour les dimensions nominales.

## Nombres normaux, cotes normales
| de 1 à 10 mm | de 1 à 10 mm | de 1 à 10 mm | de 1 à 10 mm | de 10 à 100 mm | de 10 à 100 mm | de 10 à 100 mm | de 10 à 100 mm | de 10 à 100 mm | de 10 à 100 mm | de 100 à 500 mm | de 100 à 500 mm | de 100 à 500 mm | de 100 à 500 mm | de 100 à 500 mm | de 100 à 500 mm |
| R | R            | Ra           | Ra           | R              | R              | R              | Ra             | Ra             | Ra             | R               | R               | R               | Ra              | Ra              | Ra              |
| R 10 | R 20         | Ra 10        | Ra 20        | R 10           | R 20           | R 40           | Ra 10          | Ra 20          | Ra 40          | R 10            | R 20            | R 40            | Ra 10           | Ra 20           | Ra 40           |
| --- | ------------ | ------------ | ------------ | -------------- | -------------- | -------------- | -------------- | -------------- | -------------- | --------------- | --------------- | --------------- | --------------- | --------------- | --------------- |
| 1,00 | 1,00         | 1            | 1            | 10,0           | 10             | 10             | 10             | 10             |                | 100             | 100             | 100             | 100             | 100             | 100             |
| |              |              |              |                |                |                |                |                |                |                 |                 | 106             |                 |                 | 105             |
| | 1,12         |              | 1,1          |                | 11,2           | 11,2           |                | 11             |                |                 | 112             | 112             |                 | 110             | 110             |
| |              |              |              |                |                |                |                |                |                |                 |                 | 118             |                 |                 | 120             |
| 1,25 | 1,25         | 1,2          | 1,2          | 12,5           | 12,5           | 12,5           | 12             | 12             | 12             | 125             | 125             | 125             | 125             | 125             | 125             |
| |              |              |              |                |                | 13,2           |                |                | 13             |                 |                 | 132             |                 |                 | 130             |
| | 1,40         |              | 1,4          |                | 14,0           | 14,0           |                | 14             | 14             |                 | 140             | 140             |                 | 140             | 140             |
| |              |              |              |                |                | 15,0           |                |                | 15             |                 |                 | 150             |                 |                 | 150             |
| 1,60 | 1,60         | 1,6          | 1,6          | 16,0           | 16,0           | 16,0           | 16             | 16             | 16             | 160             | 160             | 160             | 160             | 160             | 160             |
| |              |              |              |                |                | 17,0           |                |                | 17             |                 |                 | 170             |                 |                 | 170             |
| | 1,80         |              | 1,8          |                | 18,0           | 18,0           |                | 18             | 18             |                 | 180             | 180             |                 | 180             | 180             |
| |              |              |              |                |                | 19,0           |                |                | 19             |                 |                 | 190             |                 |                 | 190             |
| 2,00 | 2,00         | 2            | 2            | 20,0           | 20,0           | 20,0           | 20             | 20             | 20             | 200             | 200             | 200             | 200             | 200             | 200             |
| |              |              |              |                |                | 21,2           |                |                | 21             |                 |                 | 212             |                 |                 | 210             |
| | 2,24         |              | 2,2          |                | 22,4           | 22,4           |                | 22             | 22             |                 | 224             | 224             |                 | 220             | 220             |
| |              |              |              |                |                | 23,6           |                |                | 24             |                 |                 | 236             |                 |                 | 240             |
| 2,50 | 2,50         | 2,5          | 2,5          | 25,0           | 25,0           | 25,0           | 25             | 25             | 25             | 250             | 250             | 250             | 250             | 250             | 250             |
| |              |              |              |                |                | 26,5           |                |                | 26             |                 |                 | 265             |                 |                 | 260             |
| | 2,80         |              | 2,8          |                | 28,0           | 28,0           |                | 28             | 28             |                 | 280             | 280             |                 | 280             | 280             |
| |              |              |              |                |                | 30,0           |                |                | 30             |                 |                 | 300             |                 |                 | 300             |
| 3,15 | 3,15         | 3            | 3            | 31,5           | 31,5           | 31,5           | 32             | 32             | 32             | 315             | 315             | 315             | 320             | 320             | 320             |
| |              |              |              |                |                | 33,5           |                |                | 34             |                 |                 | 335             |                 |                 | 340             |
| | 3,55         |              | 3,5          |                | 35,5           | 35,5           |                | 36             | 36             |                 | 355             | 355             |                 | 360             | 360             |
| |              |              |              |                |                | 37,5           |                |                | 38             |                 |                 | 375             |                 |                 | 380             |
| 4,00 | 4,00         | 4            | 4            | 40,0           | 40,0           | 40,0           | 40             | 40             | 40             | 400             | 400             | 400             | 400             | 400             | 400             |
| |              |              |              |                |                | 42,5           |                |                | 42             |                 |                 | 425             |                 |                 | 420             |
| | 4,50         |              | 4,5          |                | 45,0           | 45,0           |                | 45             | 45             |                 | 450             | 450             |                 | 450             | 450             |
| |              |              |              |                |                | 47,5           |                |                | 48             |                 |                 | 475             |                 |                 | 480             |
| 5,00 | 5,00         | 5            | 5            | 50,0           | 50,0           | 50,0           | 50             | 50             | 50             | 500             | 500             | 500             | 500             | 500             | 500             |
| |              |              |              |                |                | 53,0           |                |                | 53             |                 |                 |                 |                 |                 |                 |
| | 5,60         |              | 5,5          |                | 56,0           | 56,0           |                | 56             | 56             |                 |                 |                 |                 |                 |                 |
| |              |              |              |                |                | 60,0           |                |                | 60             |                 |                 |                 |                 |                 |                 |
| 6,30 | 6,30         | 6            | 6            | 63,0           | 63,0           | 63,0           | 63             | 63             | 63             |                 |                 |                 |                 |                 |                 |
| |              |              |              |                |                | 67,0           |                |                | 67             |                 |                 |                 |                 |                 |                 |
| | 7,10         |              | 7            |                | 71,0           | 71,0           |                | 71             | 71             |                 |                 |                 |                 |                 |                 |
| |              |              |              |                |                | 75,0           |                |                | 75             |                 |                 |                 |                 |                 |                 |
| 8,00 | 8,00         | 8            | 8            | 80,0           | 80,0           | 80,0           | 80             | 80             | 80             |                 |                 |                 |                 |                 |                 |
| |              |              |              |                |                | 85,0           |                |                | 85             |                 |                 |                 |                 |                 |                 |
| | 9,00         |              | 9            |                | 90,0           | 90,0           |                | 90             | 90             |                 |                 |                 |                 |                 |                 |
| |              |              |              |                |                | 95,0           |                |                | 95             |                 |                 |                 |                 |                 |                 |
| 10,00 | 10,00        | 10           | 10           | 100,0          | 100,0          | 100,0          | 100            | 100            | 100            |                 |                 |                 |                 |                 |                 |
| Les termes soulignés sont les termes Ra qui diffèrent, en raison de l'arrondissage, des termes R correspondants. |              |              |              |                |                |                |                |                |                |                 |                 |                 |                 |                 |                 |